# 中国抗战将士和遇难同胞陵园

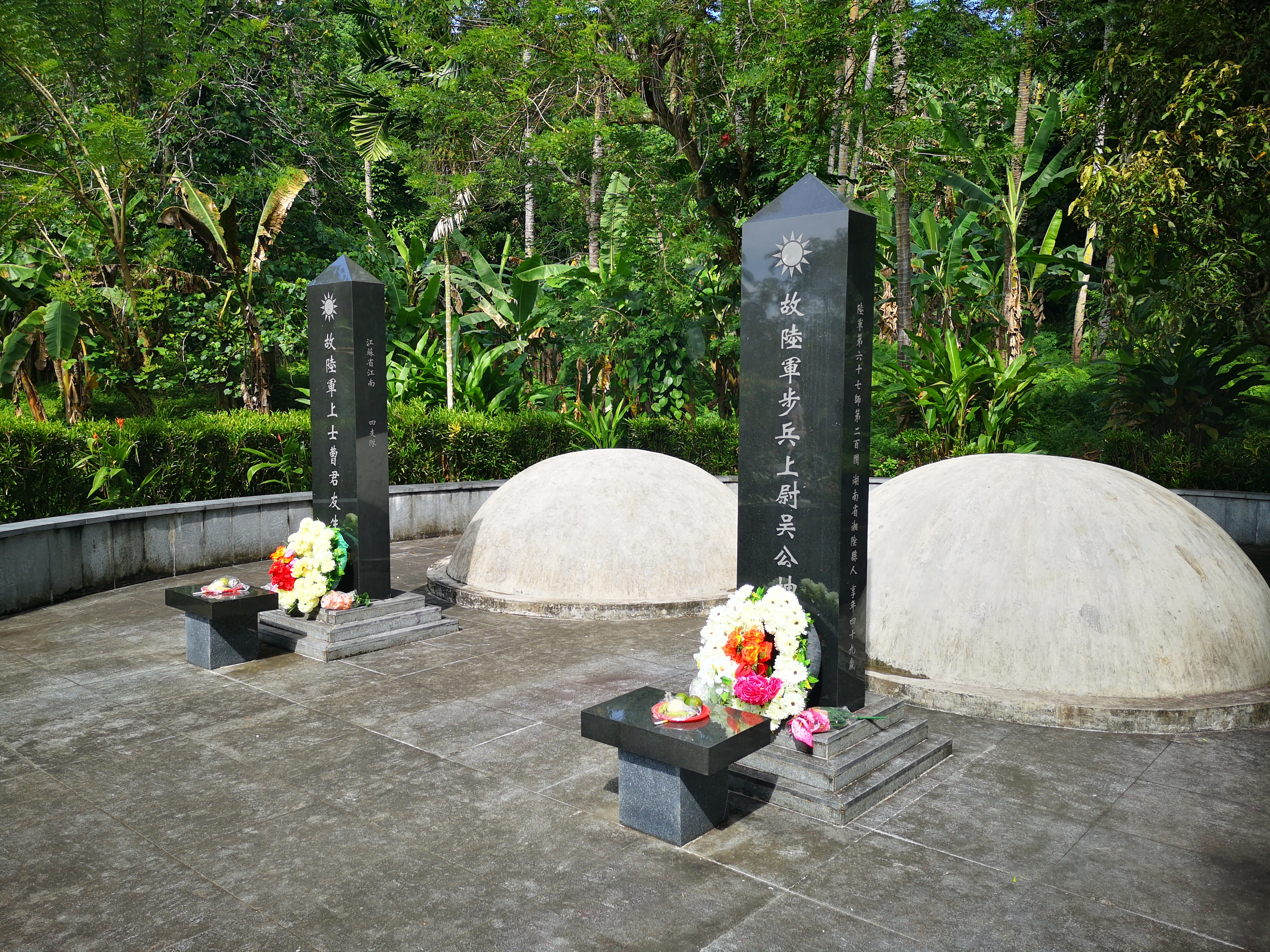

中国抗战将士和遇难同胞陵园，位于巴布亚新几内亚东新不列颠省拉包尔市郊，占地150平方米，是中国政府为纪念于拉包尔战俘营中死亡的三名抗日战争将士，于2010年建成的陵园。

## 历史
1942年，日军将关押于老虎桥监狱的1600余名战俘送往拉包尔战俘营做苦工，其中包括36名参加四行仓库保卫战的将士。653人牺牲于此。剩下1000名幸存者回国前，与当地侨界共同安葬259人，但十几年后遭当地政府夷平。2008年12月，当地华侨发现其中三座荒冢，并在互联网上披露此事，引发舆论关注。
2009年，中国政府委托中国江苏国际经济技术合作公司在墓冢原址修建陵园，次年建成，占地150平方米。2020年，中国抗战将士和遇难同胞陵园被列入第三批国家级抗战纪念设施、遗址名录。

## 墓冢
陵园内有以下三人的墓冢，均牺牲于1945年：
- 国民革命军陆军67师200团的上尉吴坤
- 国民革命军陆军新30师上士孔宪章
- 国民革命军第4师上士曹友生[5]

## 纪念活动
中华人民共和国民政部及驻新几内亚使馆在陵园内定期组织纪念活动。